# Durgapur (Siraha)
Durgapur – gaun wikas samiti we wschodniej części Nepalu w strefie Sagarmatha w dystrykcie Siraha. Według nepalskiego spisu powszechnego z 2001 roku liczył on 737 gospodarstw domowych i 4052 mieszkańców (1978 kobiet i 2074 mężczyzn).